# Opsidota
Opsidota is een kevergeslacht uit de familie van de boktorren (Cerambycidae). De wetenschappelijke naam van het geslacht werd voor het eerst geldig gepubliceerd in 1864 door Pascoe.

## Soorten
Opsidota omvat de volgende soorten:
- Opsidota aestuosa Blackburn, 1896
- Opsidota albipilosa Pascoe, 1866
- Opsidota gracilis McKeown, 1942
- Opsidota guttata Blackburn, 1892
- Opsidota infecta Pascoe, 1864
- Opsidota sculpticollis Blackburn, 1901